# 陳志遠
陳志遠（Chen Chih-Yuan，1950年2月16日—2011年3月16日），生於臺灣，流行音樂工作者、編曲家、作曲家，先後曾任飛碟唱片和豐華唱片音樂總監。曾經製作過蘇芮、黃鶯鶯、王傑、張雨生、張惠妹、范逸臣、小虎隊等人的專輯，也曾經創作出許多暢銷金曲。生平編曲、創作的歌曲超過千首，友人戲稱他為「音樂怪博士」。圈內封號有編曲大師、音樂教父等。

## 生平
陳志遠出身於校園民歌世代，學歷只有初中畢業。二十歲前參加蘇芮的樂團，擔任鍵盤手，在華國大飯店駐唱。1976年參與楊弦企劃的校園民歌專輯《中國現代民歌2》，開始投入唱片編曲工作。1977年參加《金韻獎》系列校園民歌專輯編曲，負責很多《金韻獎》民歌時代的經典名曲的編曲，都是透過他豐富而音樂性飽滿的編曲，因而提升了質感、藝術性與豐富的生命力，例如1980年編曲《龍的傳人》即是明顯一例。
由於他的專業編曲實力深厚，因此彌補了民歌時代許多檯面上素人歌手們以吉他自彈自唱的創作曲，在和弦、編曲、結構、配器等音樂性上的薄弱蒼白，使得這些原本缺乏足夠音樂根砥的素人校園民歌，因而改頭換面，得以豐富、多彩又不失原本清新本色的新面貌，呈現國人面前，可以說是他對於校園民歌極為重大的功勞。可惜在當年並不重視編曲者的環境下，編曲人員很少被註明於專輯中或曲名下，因此許多人至今只記得民歌歌手，卻很少知道身為編曲者的他在幕後推動民歌的重要貢獻。
1978年參與鳳飛飛專輯《一顆紅豆》之單曲〈菊花〉編曲，從此開始進入流行音樂的編曲與製作。1986年，與好友梁弘志、陳復明、鈕大可、曹俊鴻合組可登唱片。加入飛碟唱片後，與陳大力、陳秀男、陳樂融、陳耀川四名音樂製作人合稱「五陳」。蘇芮《跟著感覺走》、歐陽菲菲《擁抱》和《感恩的心》、王傑《是否我真的一無所有》、張雨生《天天想你》等著名歌曲都是來自他的創作。
他是當時飛碟唱片的首席製作人，與滾石唱片的李宗盛齊名。但是他作風低調，極少出現在電視或媒體上，即使露面也常拒絕拍照或受訪。迫不得已要上專輯封面時，也刻意帶著墨鏡、帽子以保持隱密。與當時積極在幕前曝光、甚至緋聞不斷的李宗盛，恰恰形成有趣對比。
他的編曲不僅豐富而音樂性飽滿，更驚人的是他以快手著稱：據說他寫給蔡琴的名曲《最後一夜》，僅花了15分鐘編曲，而且是在車上完成。
2004年發現罹患大腸癌，此後持續進出醫院治療。在與病魔奮鬥7年之後，不幸於2011年3月16日病逝於臺大醫院，享壽61歲。

## 紀念活動
演藝圈內好友為了紀念他，於2011年12月10日在臺北國際會議中心大會堂舉辦「如果有一天我不在，樹在－音樂人陳志遠紀念演唱會」。
2021年臺北流行音樂中心舉辦「音樂怪博士-陳志遠特展」。

## 代表作品
- 《龍的傳人》　詞：侯德健　曲：侯德健　編曲：陳志遠　演唱﹕李建復
- 《忘了我是誰》　詞：李敖　曲：林兮（蔡明峰）　編曲：陳志遠　演唱﹕王海玲
- 《輕煙寄情》　詞：蘇彥龍　曲：蘇彥龍　編曲：陳志遠　演唱﹕麥瑋婷
- 《留不住的故事》　詞：方惠光　曲：陳志遠　編曲：陳志遠　演唱﹕黃鶯鶯
- 《最後一夜》　詞：慎芝　曲：陳志遠　演唱：蔡琴
- 《梅花三弄》　詞：瓊瑤　曲：陳志遠　演唱：姜育恆
- 《梅花三弄 紅塵故事》　詞：黃霑　曲：陳志遠　演唱：王傑
- 《深邃與甜蜜》　詞：張曼娟　曲：陳志遠　編曲：陳志遠　演唱﹕張清芳
- 《時間的滋味》　詞：鄔裕康　曲：陳志遠　編曲：陳志遠　演唱﹕張清芳
- 《尼羅河女兒》　詞：朱天文　曲：陳志遠　編曲：陳志遠　演唱：楊林
- 《逍遙遊》　詞：陳樂融　曲：陳志遠　編曲：陳志遠　演唱：小虎隊
- 《新年快樂》　詞：陳樂融　曲：陳秀男　編曲：陳志遠　演唱：憂歡派對＆小虎隊
- 《三月裡的小雨》　詞：小軒　曲：譚健常　編曲：陳志遠　演唱：劉文正
- 《再回首》 作詞：陳樂融 作曲：盧冠廷 編曲：陳志遠  演唱：姜育恆
- 《驛動的心》　詞：梁弘志　曲：梁弘志　編曲：陳志遠　演唱：姜育恆
- 《紅紅青春敲啊敲》　詞：陳樂融、楊立德　曲：陳志遠　編曲：陳志遠　演唱：東方快車
- 《天天想你》　詞：陳樂融　曲：陳志遠　編曲：陳志遠　演唱：張雨生
- 《想念我》　詞：陳樂融　曲：陳志遠　編曲：陳志遠　演唱：張雨生
- 《永遠不回頭》　詞：陳樂融　曲：陳志遠　編曲：陳志遠　演唱：王傑、邰正宵、姚可傑、張雨生
- 《一場遊戲一場夢》　詞：王文清　曲：王文清　編曲：陳志遠　演唱：王傑
- 《是否我真的一無所有》　詞：陳樂融　曲：陳志遠　編曲：陳志遠　演唱：王傑
- 《孤星》　詞：陳樂融　曲：陳志遠　編曲：陳志遠　演唱：王傑
- 《今夕是何夕》　詞：慎芝　曲：陳志遠　編曲：陳志遠　演唱：曾慶瑜
- 《一個人遺憾》　詞：陳樂融　曲：陳志遠　編曲：陳志遠　演唱：同恩
- 《跟著感覺走》　詞：陳家麗　曲：陳志遠　編曲：陳志遠　演唱：蘇芮
- 《愛上一個不回家的人》　詞：丁曉雯　曲：陳志遠　編曲：陳志遠　演唱：林憶蓮
- 《擁抱》　詞：鄭智化、張方露　曲：陳志遠　編曲：陳志遠　演唱：歐陽菲菲
- 《感恩的心》　詞：陳樂融　曲：陳志遠　編曲：陳志遠　演唱：歐陽菲菲
- 《只要你過得比我好》　詞：小蟲　曲：小蟲　編曲：陳志遠　演唱：鍾鎮濤
- 《捨不得》　詞：陳樂融　曲：陳志遠　編曲：陳志遠　演唱：鍾鎮濤
- 《放我的真心在你的手心》　詞：陳樂融　曲：陳志遠　編曲：陳志遠　演唱：葉歡
- 《記得我們有約》　詞：陳樂融　曲：陳志遠　編曲：陳志遠　演唱：葉歡
- 《我有自己的路走》　詞：陳樂融　曲：陳志遠　編曲：陳志遠　演唱：星星月亮太陽
- 《最愛的人傷我最深》　詞：鄔裕康　曲：陳志遠　演唱：張雨生＆張惠妹
- 《空中的夢想家》　詞：楊立德　曲：陳志遠　編曲：陳志遠　演唱：張惠妹
- 《水手》　詞：鄭智化　曲：鄭智化　編曲：陳志遠  演唱：鄭智化
- 《星星點燈》　詞：鄭智化　曲：鄭智化　編曲：陳志遠  演唱：鄭智化
- 《給雨生的歌 ~ 聽你聽我》　詞：光禹　曲：陳志遠　演唱：張惠妹
- 《You Make Me Free》　詞：楊立德　曲：陳志遠　演唱：張惠妹
- 《夢見鐵達尼》　詞：鄔裕康　曲：陳志遠　演唱：張惠妹
- 《給我感覺》　詞：鄔裕康、阿怪　曲：陳志遠　演唱：張惠妹
- 《這種感覺就是愛》　詞：瓊瑤　曲：陳志遠　編曲：陳志遠　演唱：曾之喬
- 《原來愛》　詞：磐子　曲：陳志遠　編曲：陳志遠　演唱：Ben/白吉勝
- 《邊走邊唱》　詞：鄔裕康、張方露　曲：陳志遠　編曲：陳志遠　演唱：黄磊
- 《愛過你》　詞： 陳樂融　曲：陳志遠　編曲：陳志遠　演唱：張惠妹
- 《濃妝搖滾》　詞： 泥鰍(藍心湄)　曲：Asphait Lady　編曲：陳志遠　演唱：藍心湄
- 《我喜歡這樣想你》　詞： 丁曉雯　曲：陳志遠　編曲：陳志遠　演唱：郭富城
- 《這裡有愛等我帶走》（康橋國際學校校歌）    詞：陳樂融    曲：陳志遠

## 榮譽

### 臺灣金曲獎
臺灣金曲獎（英語：Golden Melody Awards，簡稱GMA），是由中華民國文化部影視及流行音樂產業局主辦的一個臺灣規模最大的音樂獎，也是華人地區中最兼具榮譽和影響力的音樂獎勵活動，與金馬獎、金鐘獎並稱為臺灣三大娛樂獎。
| 年份 | 獎項         | 作品                   | 結果 |
| ---- | ------------ | ---------------------- | ---- |
| 1989 | 最佳編曲人獎 | 〈永遠不回頭 〉        | 提名 |
| 1990 | 最佳編曲人獎 | 〈我還有夢〉           | 提名 |
| 1991 | 最佳編曲人獎 | 〈愛上一個不回家的人〉 | 提名 |
| 1993 | 最佳編曲人獎 | 〈我是一顆秋天的樹〉   | 提名 |
| 1993 | 最佳編曲人獎 | 〈痴情不是一種罪過〉   | 提名 |
| 2003 | 最佳編曲人獎 | 〈時間的滋味〉         | 獲獎 |
| 2003 | 最佳作曲人獎 | 〈時間的滋味〉         | 提名 |
| 2003 | 最佳作曲人獎 | 〈深邃與甜蜜〉         | 提名 |
| 2008 | 特別貢獻獎   |                        | 獲獎 |

### 臺灣金馬獎
臺灣金馬獎（英語譯名：Golden Horse Awards，GHA），是一個創始於1962年的電影獎項，也是全球第一個華語電影獎項，並於此後每年舉辦金馬獎頒獎典禮，旨在獎勵電影創作與發展，為華人電影工作者的重要獎項之一[1][2][3]。
| 年份 | 獎項         | 作品                 | 結果 |
| ---- | ------------ | -------------------- | ---- |
| 1983 | 最佳原著音樂 | 《搭錯車》           | 獲獎 |
| 1984 | 最佳電影插曲 | 《金大班的最後一夜》 | 獲獎 |

### 臺灣金鼎獎
臺灣金鼎獎（英語：Golden Tripod Awards）是中華民國文化部主辦的一個國家級獎項，頒給在出版領域有卓越表現之出版事業及從業人員。
| 年份 | 獎項         | 作品                 | 結果 |
| ---- | ------------ | -------------------- | ---- |
| 1983 | 最佳編曲     | 潘越雲〈天天天藍〉   | 獲獎 |
| 1989 | 最佳專輯製作 | 黃鶯鶯《日安我的愛》 | 獲獎 |

### 中國音樂風雲榜
音樂風雲榜是光線傳媒旗下的一個音樂電視節目，每年舉辦一次的音樂風雲榜頒獎盛典是中華人民共和國最有影響力的音樂獎項之一。
| 年份 | 獎項       | 作品 | 結果 |
| ---- | ---------- | ---- | ---- |
| 2011 | 終身成就獎 |      | 獲獎 |

### 其他
- 2011年：參與賴聲川編劇的《夢想家》。

## 外部連結
- 陳志遠老師遺屬陳若葵女士聲明 （页面存档备份，存于）